# Stylidium diademum
Stylidium diademum är en tvåhjärtbladig växtart som beskrevs av Wege. Stylidium diademum ingår i släktet Stylidium och familjen Stylidiaceae. Inga underarter finns listade i Catalogue of Life.